# نظریه نقطه تسلیم تیز

## مقدمه
وقتی منحنی‌های تنش-کرنش  فلزات تغییر شکل مومسان یافته را تحت کشش ترسیم کنیم. دو نوع منحنی مطابق شکل، مشاهده می‌شود. منحنی سمت چپ، نقطه تسلیم تیز را نشان می‌دهد.

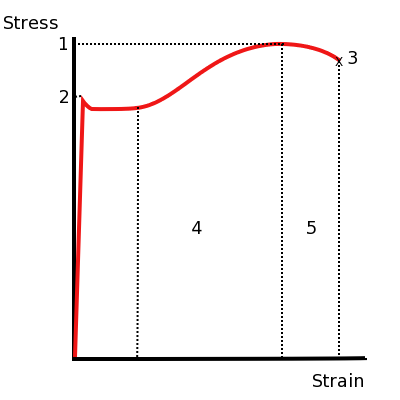
الف)منحنی تنش-کرنش کششی برای فلزی که نقطه تسلیم تیز دارد.
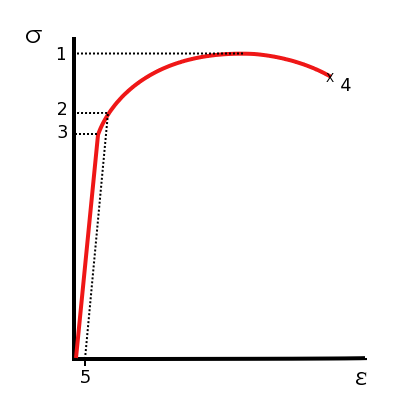
ب)منحنی تنش-کرنش برای فلزی که نقطه تسلیم تیز ندارد.

## نقطه تسلیم تیز
در منحنی دارای نقطه تسلیم تیز، تنش همراه با تغییر شکل پلاستیک ناچیزی افزایش می‌یابد و به نقطه a می‌رسد که نقطه تسلیم بالایی است. در این نقطه، تسلیم ماده شروع می‌شود و همزمان تنش جریان لازم برای تداوم تغییر شکل افزایش می‌یابد. نقطه تسلیم جدید، یعنی نقطه b را نقطه تسلیم پایینی می‌نامند و متناظر است با کرنش مومسان چشمگیری به ازای تنش تقریباً ثابت. سر انجام با افزایش تنش لازم برای تغییر شکل اضافی، سخت شدن فلز شروع می‌شود. پس از این رویداد، تفاوت ظاهری اندکی بین منحنی‌های تنش-کرنش فلزات دارای نقطه تسلیم و فلزات فاقد نقطه تسلیم مشاهده می‌شود.

## اهمیت نقطه تسلیم تیز
نقطه تسلیم تیز یکی از مشخصه‌هایی است که اهمیت خاصی دارد ؛ زیرا در آهن و در فولادهای کم کربن مشاهده می‌شود. وجود این مشخصه برای آن‌دسته از صنایع که به پرسکاری و یا کشش ورق‌های نازک از جنس فلزات فوق برای تولید قطعاتی مانند اجزای شاسی و بدنه اتومبیل اشتغال دارند، بسیار مهم است. 
اهمیت نقطه تسلیم تیز در این موضوع است که در واقع، تنش تسلیم پایینی را می‌توان همان سطح تنش لازم برای گسترش نوارهای لودرز  دانست. خطوط لودرز نشان می‌دهد که تغییر شکل به صورت موضعی آغاز شده و در نواحی تغییر شکل نیافته گسترش می‌یابد .
نوارهای لودرز در نمونه‌ی آزمون کشش.

#### علت نوسان تسلیم در مواد دارای نقطه تسلیم تیز
اغلب دستگاه‌های آزمون کشش، نمونه را با آهنگ ثابت تغییر شکل می‌دهند. اگر دو نوار لودرز در بخش سنجه نمونه حرکت کنند، جبهه هر نوار با آهنگی تقریباً نصف آهنگ حرکت یک جبهه تنها، حرکت خواهد کرد. یعنی تنش تسلیم پایینی لازم برای به حرکت در آوردن دو نوار لودرز از تنش تسلیم پایینی لازم برای به حرکت در آوردن یک نوار تنها، کمتر است. علت نوسان تسلیم در مواد داری نقطه تسلیم تیز همین است.  فقط پس از آنکه تغییرشکل لودرز کل نمونه را فرا گرفت، منحنی تنش-کرنش دوباره شروع به صعود می‌کند. 

## نظریه جوّ کاترل
کاترل  بیان می‌دارد که نقطه تسلیم تیزی که در بعضی از فلزات مشاهده می‌شود، نتیجه برهمکنش بین نابجایی ها و اتم‌های حل شده است. طبق این نظریه، جوّ اتم‌های حل‌شده‌ای که در اطراف نابجایی‌ها جمع می‌شوند، نابجایی‌ها را تثبیت یا مهار می‌کنند. تنشی اضافی، نسبت به تنش لازم برای حرکت، لازم است تا نابجایی‎ها را از جوّ خود رهایی بخشد. در نتیجه تنش لازم برای تداوم حرکت نابجایی‌ها افزایش می‌یابد و با تنش نقطه تسلیم بالایی متناظر است. در نظریه کاترل، نقطه تسلیم پایینی معرف تنش لازم برای به حرکت در آوردن نابجایی رها شده از جوّ خود است. به طور کلی باید توجه داشت که نقاط تسلیم شامل بر هم کنش بین نابجایی‌ها و اتم‌های حل شده در دماهای پایین است؛ دما باید به اندازه‌ای پایین باشد که تحرک گرمایی اتم‌های حل شده بسیار کم شود. بنابراین تنش اعمالی ممکن است نابجایی‌ها را از جوهایشان دور کند .

## نظریه جانستون-گیلمن
بر اساس این نظریه، در فلزی با چگالی نابجایی اولیه بسیار کم، نخستین نموهای کرنش مومسان سبب افزایش نسبی به شدت زیاد چگالی نابجایی‌ها می‌شود. تحلیل جانستون-گیلمن نشان می‌دهد که این تکثیر شدید نابجایی‌ها در آغاز آزمون کشش، چگونه می‌تواند سبب افت تسلیم و شکل‌گیری نقطه تسلیم تیز شود. دستگاه آزمون کشش  سعی می‌کند، نمونه را با آهنگ ثابت تغییر شکل دهد. وقتی چگالی نابجایی‌ها خیلی پایین باشد، کرنش حاصل عمدتاً کشسان است و تنش به سرعت افزایش می‌یابد. همراه با این تنش بالا، با سرعت بسیار زیاد نابجایی نیز روبرو می‌شویم. در عین حال، می‌بایست در نظر داشت که چگالی نابجایی به سرعت افزایش می‌یابد. سرعت زیاد نابجایی و افزایش تعداد نابجایی‌های متحرک سر انجام سبب ایجاد یک نقطه ناپایداری می‌شود که در آن نمونه با همان آهنگ دستگاه کشش، تغییر شکل مومسان می‌یابد. فراتر از این نقطه، بار باید کاهش یابد و در این رهگذر، سرعت نابجایی نیز کم می‌شود؛ در نتیجه آهنگ کاهش بار که ابتدا سریع است، به تدریج آهسته و آهسته‌تر می‌شود. این کاهش پیوسته تنش جریان با کرنش در ورای نقطه تسلیم، معمولاً به سبب کارسختی ایجاد شده در فلز پنهان می‌ماند. در نظریه جانستون-گیلمن، تغییر شکل لودر مورد توجه قرار نگرفته است، اما این نظریه تحلیل بسیار زیبایی از این پدیده ارائه می‌دهد .

## علت وجود نقطه تسلیم تیز در آهن و فولاد
در مورد آهن و فولاد، نشان داده‌ند که نقطه تسلیم در دمای محیط از وجود کربن یا نیتروژن در محلول جامد بین نشینی ناشی می‌شود. رسش مهم این است که برای تشکیل جوهای پیرامون نابجایی‌ها چه مقدار کربن یا نیتروژن لازم است . 

#### تخمین مقدار کربن یا نیتروژن
مقدار کربن یا نیتروژن را می‌توان این چنین تخمین زد. تعداد اتم‌های کربن در جو به طور قطعی مشخص نیست، اما می‌توان فرض کرد که از مرتبه 1 اتم کربن به ازای هر فاصله اتمی در طول نابجایی باشد. اتم آهن با ساختار مکعبی مرکز پر قطری در حدود 0.25 نانومتر دارد. در یک نابجایی به طول یک سانتی‌متر، 10 میلیون واحد نانومتر یا 40 میلیون فاصله اتمی وجود دارد. بنابراین می‌توان فرض کرد که به ازای هر سانتی متر نابجایی، 40 میلیون اتم کربن وجود دارد. چگالی نابجایی‌ها در بلور تابکاری شده نرم معمولاً در حدود108Cm-2است. تعداد متناظر نابجایی‌ها در فلزی که به شدت روی آن کار سرد انجام شده است در حدود 1012 یا 10000 برابر تعداد نابجایی‌ها در فلز کرنش نیافته است. طول کل همه نابجایی‌ها در یک سانتی‌متر مکعب از فلز نرم در حدود 108 است و چون در هر سانتی‌متر 40 میلیون اتم کربن وجود دارد، تعداد کل اتم‌های کربن برابر 1015*4 می‌شود. حال این عدد را با تعداد کل اتم‌های موجود در همان بلور مقایسه می‌کنیم. طول سلول واحد مکعبی مرکز پر 0.286 نانومتر است. بنابراین در هر سانتی‌متر مکعب 1022*4.3 سلول واحد وجود دارد. چون در هر سلول واحد از ساختار مکعبی مرکز پر 2 اتم وجود دارد، تعداد اتم‌های آهن در بلور مورد نظر در حدود 1023 خواهد بود. بنابراین غلظت اتم‌های کربن برای تشکیل جوی از 1 اتم کرین در هر فاصله اتمی در طول نابجایی برابر است با 4 اتم کربن در هر 100 میلیون اتم آهن. مفهوم عدد فوق بسیار واضح است: برای آنکه اتم حل شده بین نشین بتواند جوّ نابجایی تشکیل دهد، تعداد بسیار کمی اتم کربن (یا نیتروژن) لازم است .